# Anorthosis Famagusta FC
L'Anorthosis Famagusta FC (en grec modern: Ανόρθωση Αμμοχώστου Anorthosi Ammochostou) és un club de futbol i voleibol xipriota de la ciutat de Famagusta, actualment instal·lat a Làrnaca.

## Història
El club va ser fundat a Famagusta el 30 de gener de 1911. Després de la invasió turca de Xipre el 1974 el club s'establí a Làrnaca.
L'actual estadi del club és l'estadi Antonis Papadopoulos, construït el 1986 a Làrnaca. Porta el nom d'una persona que ajudà al club en diversos moments difícils. Fins al 1974 el club jugà a l'estadi GSE (Gymnastic Club Evagoras), que estava a la ciutat de Famagusta.

## Palmarès

### Futbol
- Lliga xipriota de futbol (13): 1950, 1957, 1958, 1960, 1962, 1963,1995, 1997, 1998, 1999, 2000, 2005, 2008
- Copa xipriota de futbol (10): 1949, 1959, 1962, 1964, 1971, 1975, 1998, 2002, 2003, 2007
- Supercopa xipriota de futbol (7): |1962, 1964, 1995, 1998, 1999, 2000, 2007

### Voleibol masculí
- Lliga xipriota (17): 1973, 1975, 1977, 1978, 1982, 1986, 1987, 1988, 1989, 1993, 1994, 1995, 1996, 1997, 2005, 2007, 2008
- Copa xipriota (14): 1975, 1978, 1980, 1986, 1987, 1988, 1989, 1991, 1993, 1994, 1995, 1997, 1998, 2005
- Supercopa xipriota (6): 1993, 1994, 1995, 1996, 2004, 2005

### Voleibol femení
- Lliga xipriota (3): 2002, 2004, 2005.
- Copa xipriota (2): 2004,2008
- Supercopa xipriota (4): 1993, 1994, 2002, 2005.

### Handbol femení
- Lliga xipriota (3): 1999, 2000, 2001
- Copa xipriota (3): 1999, 2000, 2001
- Supercopa xipriota (2): 1999, 2000